# Frank Arah Day
Frank Arah Day (Attica, 30 settembre 1855 – Winona, 27 dicembre 1928) è stato un politico statunitense. È stato fondatore ed editore di un giornale della Contea di Martin e successivamente si diede alla politica. Fu vicegovernatore del Minnesota dal 1895 al 1897 sotto il governatore David Marston Clough. Morì a Winona ed è sepolto a Fairmont.